# Rob Walker Racing Team
Il Rob Walker Racing Team è stata una scuderia di Formula 1 fondata nel 1953 da Rob Walker, discendente dei fondatori della fabbrica di whisky Johnnie Walker. Fu la prima ed unica squadra privata nella storia della Formula 1 a vincere un Gran Premio pur non avendo mai costruito una propria vettura.

## Storia

### Inizi
Già attivo nel mondo delle corse come pilota negli anni a cavallo del secondo conflitto mondiale, nel 1953 Rob Walker fondò una propria scuderia, debuttando nella Lavant Cup di Formula 2, disputata sul circuito di Goodwood. Nella gara di debutto il pilota Tony Rolt ottenne un terzo posto, mentre nella corsa successiva a Snetterton, Eric Thompson ottenne la prima vittoria per il team. Walker iscrisse Rolt anche al Gran Premio di Gran Bretagna di Formula 1, ma il pilota inglese non portò a termine la corsa; la prima stagione fu comunque positiva, concludendosi con otto vittorie in gare di Formula 2.
Negli anni successivi l'attività della scuderia fu piuttosto discontinua; il team prese parte al Gran Premio di Gran Bretagna di F1 sia nel 1954 che nel 1955, senza però portare le proprie vetture al traguardo. Nel 1957 la scuderia riprese a partecipare regolarmente ad eventi di Formula 2, ma ad eccezione della vittoria nella Lavant Cup ad opera di Brooks i risultati non furono buoni.

### Formula 1

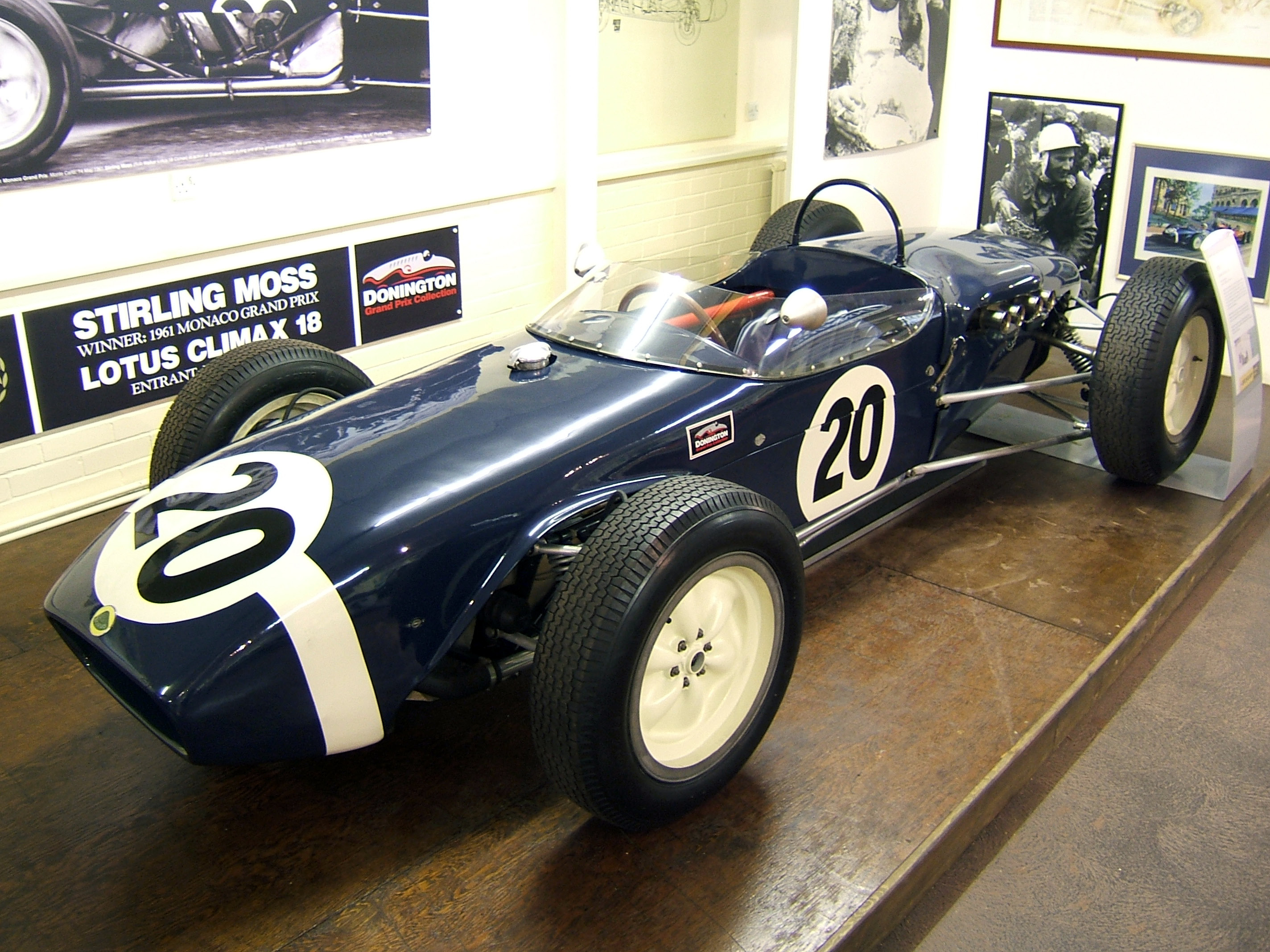
La Lotus con la quale Stirling Moss conquistò la vittoria nel Gran Premio di Monaco 1961.

Nel 1958 Walker decise di espandere l'attività del team, mettendo sotto contratto Maurice Trintignant e Stirling Moss (impegnato anche con la Vanwall) e partecipando al Mondiale di Formula 1 con delle Cooper, prendendo parte anche a delle gare internazionali di Formula 2. Nel Gran Premio d'Argentina Moss conquistò la vittoria, successo bissato a Monaco da Trintignant. A partire dal 1959 Moss fu ingaggiato a tempo pieno; il pilota britannico conquistò due vittorie ed il terzo posto in Campionato, risultato ripetuto sia nel 1960, quando il team passò ad utilizzare telai Lotus, che nel 1961.
La stagione 1962 fu invece tragica per il team. Moss finì la sua carriera dopo un grave incidente al volante di una Lotus del team BRP; Walker ingaggiò quindi Trintignant, che, ormai anziano, non riuscì a ottenere risultati degni di nota. L'anno fu funestato dalla morte di Ricardo Rodriguez e Gary Hocking, che persero entrambi la vita al volante di vetture del team in gare non valide per il Campionato del Mondo.
Nel 1963 Walker tornò ad impiegare telai Cooper, ingaggiando lo svedese Jo Bonnier, facendo segnare sei punti in totale. Nella stagione successiva la scuderia confermò Bonnier, passando ai telai Brabham e affiancando lo svedese con diversi altri piloti (tra i quali il debuttante Jochen Rindt). Il risultato migliore dell'anno fu il terzo posto conquistato da Jo Siffert al Gran Premio degli Stati Uniti.
Nel 1965 la scuderia schierò Bonnier e Siffert, ma ancora una volta i risultati furono piuttosto scarsi. Nel 1966 e 1967 Walker schierò una Cooper - Maserati per Siffert, mentre nel 1968 la scuderia tornò a impiegare telai Lotus; la maggiore competitività della vettura permise al pilota svizzero di conquistare l'ultima vittoria per il team nel Gran Premio di Gran Bretagna. Nel 1969 la scuderia continuò con Siffert ed i telai Lotus, conquistando due podi. Nel 1970 il pilota svizzero fu sostituito da Graham Hill, ormai a fine carriera; il pilota britannico ottenne quattro piazzamenti a punti, con un quarto posto come miglior risultato. A fine stagione il team chiuse i battenti.

## Risultati completi nel Campionato mondiale di Formula 1
(legenda) (I risultati in grassetto indicano le pole position, quelli in corsivo i giri più veloci; † indica un cambio di pilota in gara.)
| Stagione | Telaio                                     | Motore               | Pneumatici | Piloti                | 1      | 2   | 3   | 4   | 5   | 6   | 7   | 8   | 9   | 10  | 11  | 12  | 13  |
| -------- | ------------------------------------------ | -------------------- | ---------- | --------------------- | ------ | --- | --- | --- | --- | --- | --- | --- | --- | --- | --- | --- | --- |
| 1953     | Connaught A Type                           | Lea-Francis L4       | D          |                       | ARG    | 500 | OLA | BEL | FRA | GBR | GER | SVI | ITA |     |     |     |     |
| 1953     | Connaught A Type                           | Lea-Francis L4       | D          | Tony Rolt             |        |     |     |     |     | Rit |     |     |     |     |     |     |     |
| 1954     | Connaught A Type                           | Lea-Francis L4       | D          |                       | ARG    | 500 | BEL | FRA | GBR | GER | SVI | ITA | SPA |     |     |     |     |
| 1954     | Connaught A Type                           | Lea-Francis L4       | D          | John Riseley-Prichard |        |     |     |     | Rit |     |     |     |     |     |     |     |     |
| 1955     | Connaught B Type                           | Alta L4              | D          |                       | ARG    | MON | 500 | BEL | OLA | GBR | ITA |     |     |     |     |     |     |
| 1955     | Connaught B Type                           | Alta L4              | D          | Tony Rolt             |        |     |     |     |     | Rit |     |     |     |     |     |     |     |
| 1955     | Connaught B Type                           | Alta L4              | D          | Peter Walker          |        |     |     |     |     | Rit |     |     |     |     |     |     |     |
| 1958     | Cooper T43 Cooper T45                      | Climax L4            | C D        |                       | ARG    | MON | NED | 500 | BEL | FRA | GBR | GER | POR | ITA | MOR |     |     |
| 1958     | Cooper T43 Cooper T45                      | Climax L4            | C D        | Stirling Moss         | 1      |     |     |     |     |     |     |     |     |     |     |     |     |
| 1958     | Cooper T43 Cooper T45                      | Climax L4            | C D        | Maurice Trintignant   |        | 1   | 9   |     |     |     |     | 3   | 8   | Rit | Rit |     |     |
| 1958     | Cooper T43 Cooper T45                      | Climax L4            | C D        | Ron Flockhart         |        | NQ  |     |     |     |     |     |     |     |     |     |     |     |
| 1959     | Cooper T51                                 | Climax L4            | D          |                       | MON    | 500 | NED | FRA | GBR | GER | POR | ITA | USA |     |     |     |     |
| 1959     | Cooper T51                                 | Climax L4            | D          | Stirling Moss         | Rit    |     | Rit |     |     | Rit | 1   | 1   | Rit |     |     |     |     |
| 1959     | Cooper T51                                 | Climax L4            | D          | Maurice Trintignant   | 3      |     | 8   | 11  | 5   | 4   | 4   | 9   | 2   |     |     |     |     |
| 1960     | Cooper T51 Lotus 18                        | Climax L4            | D          |                       | ARG    | MON | 500 | NED | BEL | FRA | GBR | POR | ITA | USA |     |     |     |
| 1960     | Cooper T51 Lotus 18                        | Climax L4            | D          | Stirling Moss         | 3†/Rit | 1   |     | 4   | NP  |     |     | SQ  |     | 1   |     |     |     |
| 1960     | Cooper T51 Lotus 18                        | Climax L4            | D          | Maurice Trintignant   | 3†     |     |     |     |     |     |     |     |     |     |     |     |     |
| 1961     | Lotus 18 Lotus 18/21 Lotus 21 Ferguson P99 | Climax L4            | D          |                       | MON    | NED | BEL | FRA | GBR | GER | ITA | USA |     |     |     |     |     |
| 1961     | Lotus 18 Lotus 18/21 Lotus 21 Ferguson P99 | Climax L4            | D          | Stirling Moss         | 1      | 4   | 8   | Rit | Rit | 1   | Rit | Rit |     |     |     |     |     |
| 1961     | Lotus 18 Lotus 18/21 Lotus 21 Ferguson P99 | Climax L4            | D          | Jack Fairman          |        |     |     |     | SQ  |     |     |     |     |     |     |     |     |
| 1962     | Lotus 24                                   | Climax V8            | D          |                       | NED    | MON | BEL | FRA | GBR | GER | ITA | USA | RSA |     |     |     |     |
| 1962     | Lotus 24                                   | Climax V8            | D          | Maurice Trintignant   |        | Rit | 8   | 7   |     | Rit | Rit | Rit |     |     |     |     |     |
| 1963     | Cooper T60 Cooper T66                      | Climax V8            | D          |                       | MON    | BEL | NED | FRA | GBR | GER | ITA | USA | MEX | RSA |     |     |     |
| 1963     | Cooper T60 Cooper T66                      | Climax V8            | D          | Joakim Bonnier        | 7      | 5   | 11  | NC  | Rit | 6   | 7   | 8   | 5   | 6   |     |     |     |
| 1964     | Cooper T66 Brabham BT11 Brabham BT7        | Climax V8 BRM V8     | D          |                       | MON    | NED | BEL | FRA | GBR | GER | AUT | ITA | USA | MEX |     |     |     |
| 1964     | Cooper T66 Brabham BT11 Brabham BT7        | Climax V8 BRM V8     | D          | Joakim Bonnier        | 5      | 9   | Rit |     | Rit | Rit | 6   | 12  | Rit | Rit |     |     |     |
| 1964     | Cooper T66 Brabham BT11 Brabham BT7        | Climax V8 BRM V8     | D          | Edgar Barth           |        |     |     |     |     | Rit |     |     |     |     |     |     |     |
| 1964     | Cooper T66 Brabham BT11 Brabham BT7        | Climax V8 BRM V8     | D          | Jochen Rindt          |        |     |     |     |     |     | Rit |     |     |     |     |     |     |
| 1964     | Cooper T66 Brabham BT11 Brabham BT7        | Climax V8 BRM V8     | D          | "Geki"                |        |     |     |     |     |     |     | NQ  |     |     |     |     |     |
| 1964     | Cooper T66 Brabham BT11 Brabham BT7        | Climax V8 BRM V8     | D          | Jo Siffert            |        |     |     |     |     |     |     |     | 3   | Rit |     |     |     |
| 1964     | Cooper T66 Brabham BT11 Brabham BT7        | Climax V8 BRM V8     | D          | Hap Sharp             |        |     |     |     |     |     |     |     | NC  | 13  |     |     |     |
| 1965     | Brabham BT7 Brabham BT11                   | Climax V8 BRM V8     | D          |                       | RSA    | MON | BEL | FRA | GBR | NED | GER | ITA | USA | MEX |     |     |     |
| 1965     | Brabham BT7 Brabham BT11                   | Climax V8 BRM V8     | D          | Joakim Bonnier        | Rit    | 7   | Rit | Rit | 7   | Rit | 7   | 7   | 8   | Rit |     |     |     |
| 1965     | Brabham BT7 Brabham BT11                   | Climax V8 BRM V8     | D          | Jo Siffert            | 7      | 6   | 8   | 6   | 9   | 13  | Rit | Rit | 11  | 4   |     |     |     |
| 1966     | Brabham BT11 Cooper T81                    | BRM V8 Maserati V12  | D          |                       | MON    | BEL | FRA | GBR | NED | GER | ITA | USA | MEX |     |     |     |     |
| 1966     | Brabham BT11 Cooper T81                    | BRM V8 Maserati V12  | D          | Jo Siffert            | Rit    | Rit | Rit | NC  | Rit |     | Rit | 4   | Rit |     |     |     |     |
| 1967     | Cooper T81                                 | Maserati V12         | F          |                       | RSA    | MON | NED | BEL | FRA | GBR | GER | CAN | ITA | USA | MEX |     |     |
| 1967     | Cooper T81                                 | Maserati V12         | F          | Jo Siffert            | Rit    | Rit | 10  | 7   | 4   | Rit | Rit | NP  | Rit | 4   | 12  |     |     |
| 1968     | Cooper T81 Lotus 49 Lotus 49B              | Maserati V12 Ford V8 | F          |                       | RSA    | SPA | MON | BEL | NED | FRA | GBR | GER | ITA | CAN | USA | MEX |     |
| 1968     | Cooper T81 Lotus 49 Lotus 49B              | Maserati V12 Ford V8 | F          | Jo Siffert            | 7      | Rit | Rit | 7   | Rit | 11  | 1   | Rit | Rit | Ret | 5   | 6   |     |
| 1969     | Lotus 49B                                  | Ford V8              | F          |                       | RSA    | SPA | MON | NED | FRA | GBR | GER | ITA | CAN | USA | MEX |     |     |
| 1969     | Lotus 49B                                  | Ford V8              | F          | Jo Siffert            | 4      | Rit | 3   | 2   | 9   | 8   | 11‡ | 8   | Rit | Rit | Rit |     |     |
| 1970     | Lotus 49C Lotus 72C                        | Ford V8              | F          |                       | RSA    | SPA | MON | BEL | NED | FRA | GBR | GER | AUT | ITA | CAN | USA | MEX |
| 1970     | Lotus 49C Lotus 72C                        | Ford V8              | F          | Graham Hill           | 6      | 4   | 5   | Rit | NC  | 10  | 6   | Rit |     | NP  | NC  | Rit | Rit |

‡Nel Gran Premio di Germania 1969 i punti del quinto e del sesto posto furono assegnati alle vetture piazzate in undicesima e dodicesima posizione perché i posti dal quinto al decimo erano occupati da vetture di Formula 2, che non potevano segnare punti.